# Héraklès archer (Toulouse)
L'Héraklès archer est une sculpture d'Antoine Bourdelle, située à Toulouse dans la Haute-Garonne, square de l'Héraclès au carrefour du boulevard Lascrosses, de l'allée de Barcelone et de l'avenue Paul-Séjourné, près du canal de Brienne.
C'est à l'initiative de Paul Voivenel en 1925 que cet Héraklès archer fut installé en mémoire des sportifs morts à la guerre de 1914-1918. Ce monument aux morts est aussi dédié au rugbyman toulousain Alfred Mayssonnié.

## Histoire
En 1922, le comité des Pyrénées de la Fédération française de rugby envisage de consacrer un monument à Alfred Mayssonnié, mort au combat le 6 septembre 1914 et ancien stratège de l'équipe de rugby de Toulouse qui fut championne de France en 1912. Ce premier titre de champion de France vient clore une saison durant laquelle le club, invaincu, est surnommé la « Vierge Rouge ».
Le président du comité est Paul Voivenel. Ce dernier sollicite Antoine Bourdelle, né à Montauban et ancien étudiant de l'École des beaux-arts de Toulouse, de céder un exemplaire de sa sculpture Héraklès archer. Bourdelle accepte de vendre à prix coutant cette sculpture en bronze. Le projet évolue et devient un monument aux morts en mémoire des sportifs morts au combat lors de la Première Guerre mondiale. Le monument sera complété par une stèle à l'effigie d'Alfred Mayssonnié.
En 1922, Antoine Bourdelle dessine un temple sobre constitué de huit colonnes sans base ni chapiteaux où prendra place l'Héraklès archer. Mais Bourdelle ne réalise pas la stèle de Mayssonnié. Paul Voivenel doit insister pour la réalisation de celle-ci :
« Faites du sport et battez vos records! Si le Mayssonnié n'y est pas, on critiquera. N'oubliez pas que Mayssonnié a été le prétexte. Héraklés, l'art, c'est le drapeau.... »
Le monument est inauguré le 19 avril 1925, à proximité de l'ancien stade des Ponts Jumeaux. Voivenel et Bourdelle resteront des amis et échangeront une correspondance suivie jusqu'à la mort de Bourdelle en 1929. En 1935, Paul Voivenel demandera à la veuve d'Antoine Bourdelle l'autorisation d'utiliser une œuvre du sculpteur afin de réaliser le monument aux morts de Capoulet-et-Junac.
Chaque 11 novembre, les clubs sportifs déposent une gerbe sur le monument.

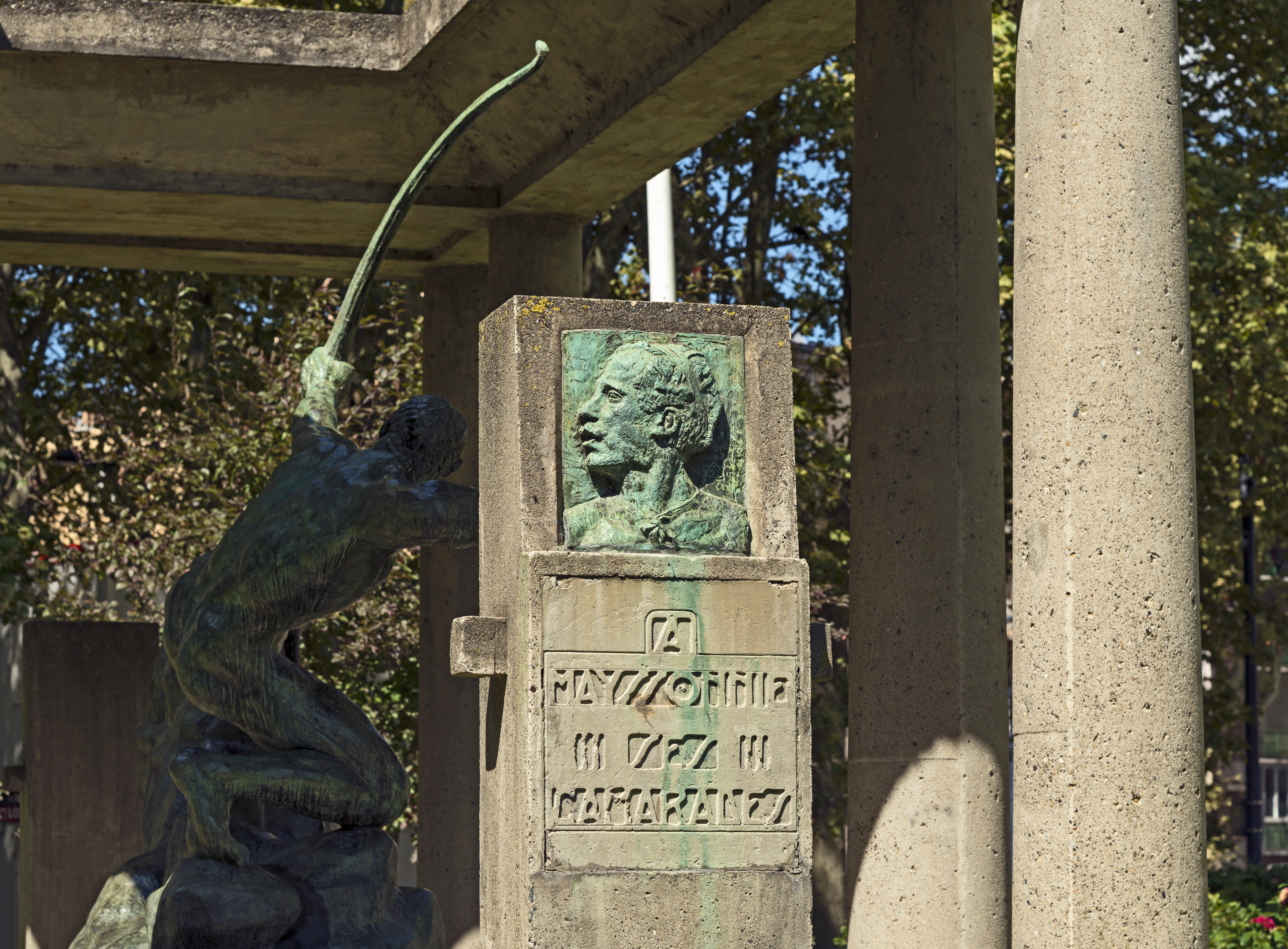
Stèle à la mémoire d'Alfred Massonié, Toulouse, par Antoine Bourdelle
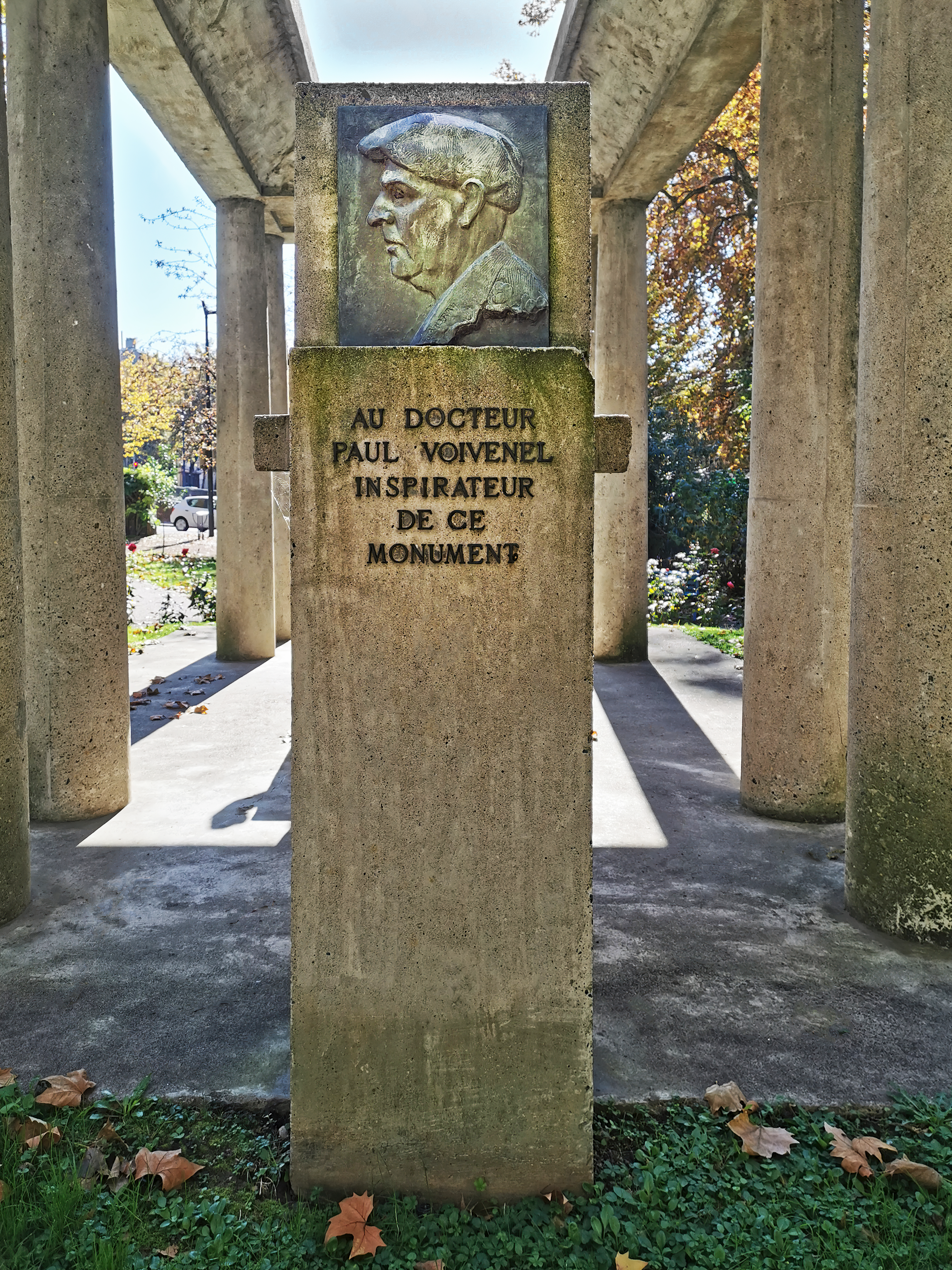
Stèle à Paul Voivenel